# オージモ
オージモ（伊: Osimo）は、イタリア共和国マルケ州アンコーナ県にある都市で、その周辺地域を含む人口約35,000人の基礎自治体（コムーネ）。

## 名称
- ラテン語: Auximum（アウクシムム）

## 地理

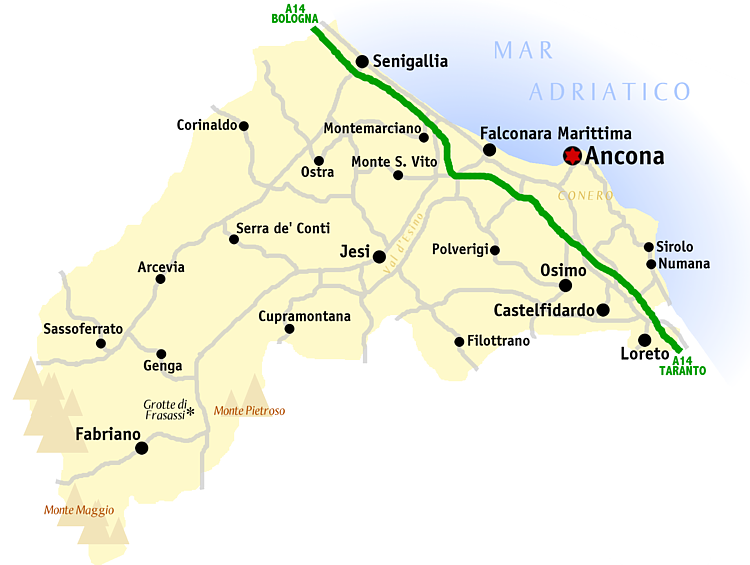
アンコーナ県概略図

### 位置・広がり
アンコーナ県東部に位置するコムーネ。県都・州都アンコーナから南南西へ15km、マチェラータから北へ21kmの距離にある。

#### 隣接コムーネ
隣接するコムーネは以下のとおり。括弧内のMCはマチェラータ県所属を示す。
- アンコーナ
- カメラーノ
- カステルフィダルド
- フィロットラーノ
- モンテファーノ (MC)
- オッファーニャ
- ポルヴェリージ
- レカナーティ (MC)
- サンタ・マリーア・ヌオーヴァ

### 気候分類・地震分類
オージモにおけるイタリアの気候分類 (it) および度日は、zona D, 2073 GGである。
また、イタリアの地震リスク階級 (it) では、zona 2 (sismicità media) に分類される。

## 行政

### 分離集落
オージモは、以下の分離集落（フラツィオーネ）がある。 
- Abbadia, Campocavallo, Casenuove, Casette di Rinaldo, Cucchiarello, Fornace Morando, Osimo Stazione, Padiglione, Passatempo, San Biagio, Montegallo, San Paterniano, La Villa, San Sabino, Santa Paolina, Santo Stefano, San Valentino

## 姉妹都市
- コペルティーノ、イタリア
- Armstrong、アルゼンチン